# Marie von Bunsen

Foto um 1910

Marie von Bunsen (* 17. Januar 1860 in London; † 28. Juni 1941 in Berlin) war eine deutsche Schriftstellerin, Aquarellmalerin, Reisende und Berliner Salonnière.

## Leben
Marie von Bunsen, Tochter des preußischen Politikers und Reichstagsabgeordneten Georg von Bunsen (1824–1896) und der aus einer wohlhabenden englischen Bankiersfamilie stammenden Emma von Birkbeck wuchs in einem liberal gesinnten Elternhaus auf. Die Vermögenslage und die gesellschaftliche Stellung ihrer Familie ermöglichten ihr schon in der Jugend ausgedehnte Auslandsaufenthalte und Reisen, unter anderen nach England, Italien und Nordafrika. Aufgrund engerer Kontakte zum Hause Hohenzollern (ihr Großvater Christian Karl Josias Freiherr von Bunsen war preußischer Diplomat gewesen) war sie als Hofdame der Kaiserin Victoria vorgesehen, was sich aber nach dem Tod von deren Gemahl Kaiser Friedrich III. im Dreikaiserjahr 1888 zerschlug.
Durch Elternhaus und Erbschaft finanziell abgesichert, verwirklichte Marie von Bunsen ihr Leben weitgehend selbständig und unabhängig, wobei ihr die Einnahmen aus Buchveröffentlichungen und Gemäldeverkäufen in den Zeiten nach der Inflation 1923 den Lebensunterhalt sichern halfen. Von 1892 bis 1927 war sie Mitglied des Vereins der Berliner Künstlerinnen, der bis 1918 Verein der Künstlerinnen und Kunstfreundinnen zu Berlin hieß. Hier hatte sie mehrere Ausstellungen. Sie spezialisierte sich auf Landschaftsaquarelle. Marie von Bunsen gründete 1905 den Lyceum-Club Berlin, auch war sie in Gremien der Frauenvereinigungen um Hedwig Dohm, Helene Lange, Hedwig Heyl und Gertrud Bäumer vertreten, ohne sich hier aber besonders hervorzutun. Zu ihren persönlichen Bekanntschaften zählten unter anderen Marie von Schleinitz, Anna von Helmholtz und deren Tochter Ellen von Siemens sowie ihre Schriftstellerkollegin Elisabeth zu Wied alias Carmen Sylva, die spätere Königin Elisabeth von Rumänien.
Seit der Jahrhundertwende empfing die Salonnière in ihrer Wohnung in der Königin-Augusta-Straße 41 (heute Reichpietschufer / Bundesministerium für Verteidigung im Bendlerblock) am Landwehrkanal Gäste der Berliner Gesellschaft zu ihren „Sonntagsfrühstücken“. 1905 veranstaltete sie auch zusammen mit den Kunstfreundinnen Hedwig Heyl und Else Schulhoff Salons.
Marie von Bunsen entfloh immer wieder dem Berliner Leben und wanderte zu Fuß zunächst mit Freundinnen, später allein durch Deutschland. Darüber hinaus unternahm sie mit ihrem Ruderboot „Formosa“ ausgedehnte Wanderrudertouren auf Oder, Havel, Werra und Weser.
1911 und 1914 bereiste sie mehrere asiatische Länder. Ihre Reiseerlebnisse hielt sie in mehreren Büchern fest. Ihr Freund Ottmar von Mohl hatte ihr wertvolle Kontakte in Japan verschafft. Im Lande verkehrte sie nicht nur in Adels- und Diplomatenkreisen, sondern unternahm auch eine längere Wanderung entlang des Tōkaidō. Über ihren Aufenthalt 1911 verfasste sie Im Fernen Osten, das erst 1934 erschien. Die erste Auflage enthielt eine Bemerkung über den Meiji-Tennō, die zu Protesten der japanischen Botschaft führte („Äußerlich gleicht er einem brutalen Verbrecher aus den niederen Ständen …“). Die bald erschienene zweite Auflage war den japanischen Wünschen entsprechend zensiert.
Zu ihren weiteren Veröffentlichungen gehören Biographien über Mitglieder europäischer Königshäuser sowie eine Studie über den Kunsthistoriker John Ruskin. In ihren Lebenserinnerungen beschrieb sie Adel und Persönlichkeiten aus Politik und Wirtschaft des preußischen Großbürgertums ebenso wie Wissenschaftler und Künstler der Berliner Gesellschaft um 1900, im zweiten Erinnerungsband die Zeit des Ersten Weltkriegs und die ersten Jahre der Weimarer Republik.
1918 wurde sie Mitglied der linksliberalen Deutschen Demokratischen Partei und kandidierte für die Wahl zur Preußischen Landesversammlung am 26. Januar 1919, allerdings auf einem aussichtslosen Listenplatz.
Marie von Bunsen starb im Elisabeth-Krankenhaus in Berlin-Tiergarten an Herzschwäche und wurde auf dem Alten Friedhof in Bonn beigesetzt.
Sie lebte zuletzt in der Hansemannstraße 13 (die Straße existiert nicht mehr, dort befindet sich heute das Konrad-Adenauer-Haus) in Berlin-Tiergarten.

## Werke

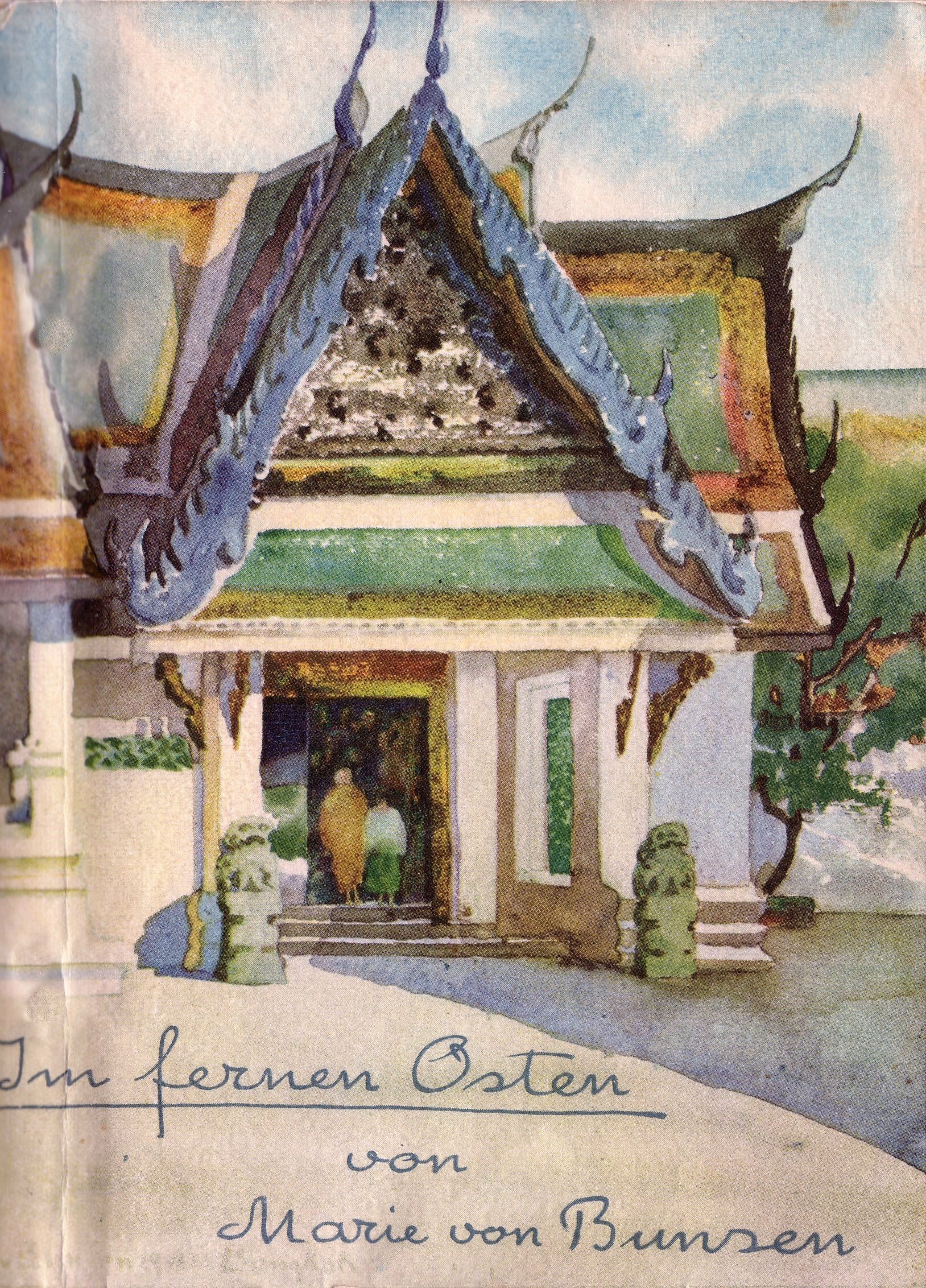
Im fernen Osten (1934)

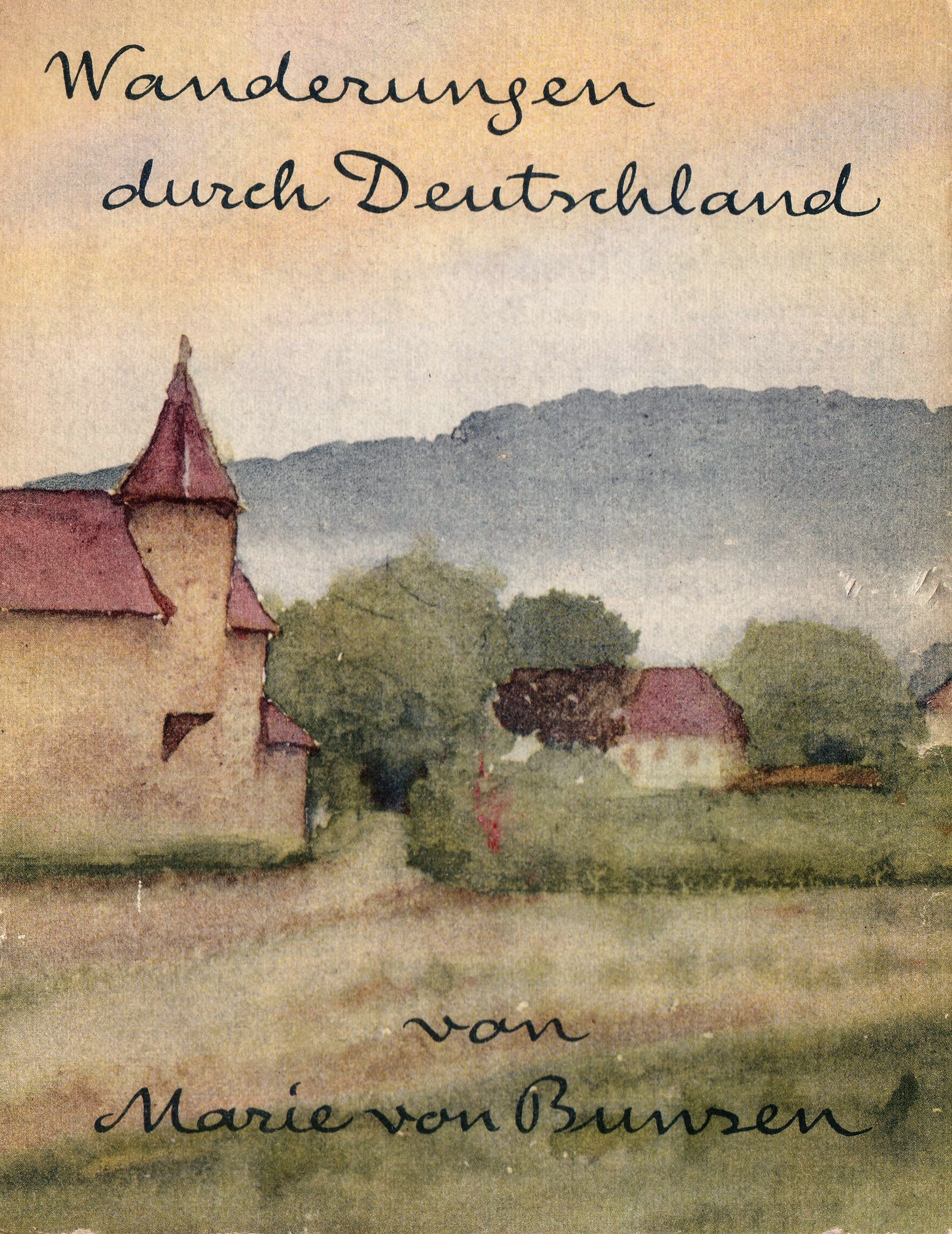
Wanderungen durch Deutschland (1936)

- Gegen den Strom. Ein Stimmungsbild aus dem neuen Berlin. Gebr. Paetel, Berlin 1893.
  - Englisch: A Winter in Berlin. Übersetzt von Mrs. Dugdale. Edward Arnold, London 1899.
- Auf Riedenheim und andre Erzählungen. In: Engelhorns Allgemeine Romanbibliothek. 15. Jg., Band 20. Engelhorn, Stuttgart 1899.
- Zur Erinnerung an Frau Anna von Helmholtz. Berlin 1899.
- Udo in England. Eine Reiseerzählung. Mit Illustrationen nach Aquarellen von M. v. Bunsen und Heinrich Hübner. Krabbe, Stuttgart o. J. (um 1900).
- Georg von Bunsen. Ein Charakterbild aus dem Lage der Besiegten gezeichnet von seiner Tochter. Mit 1 Ill. der Autorin. Hertz, Berlin 1900.
- Allerhand Briefe, Novellen und Skizzen. Mit Buchschmuck von der Verfasserin. Grote, Berlin 1903.
- John Ruskin. Sein Leben und sein Wirken Eine kritische Studie. Seemann, Leipzig 1903.
- Sizilien. Geschichte, Kunst, Kultur. Ein Begleitbuch. Meyer & Jessen, Berlin 1910.
- Im Ruderboot durch Deutschland. Mit 16 Abb. S. Fischer, Berlin 1914.
- Die Frau und die Geselligkeit. Bücherei der deutschen Frau, 2. Seemann, Leipzig 1916.
- Von kühlen Wassern, Rohr und Schilf – Eine Ruderboot-Erzählung. Holzwarth, Bad Rothenfelde [1926].
- Unsere letzte gesellige Blüte. In: Emmy Wolff (Hrsg.): Frauengenerationen in Bildern. Herbig, Berlin 1928, S. 99–107.
- Die Welt, in der ich lebte. Erinnerungen aus glücklichen Jahren 1860–1912. Mit Frontispiz und 19 Abb. Koehler & Amelang 1929. Unveränderte Neuaufl. Koehler, Biberach an der Riß 1959.
  - Englisch: The World I Used to Know, 1860–1912. Ed. and transl. Oakley Williams. Thornton Butterworth 1930.
- Zeitgenossen, die ich erlebte. 1900–1930. Koehler & Amelang, Leipzig 1932.
- Im fernen Osten. Eindrücke und Bilder aus Japan, Korea, China, Ceylon, Java, Siam, Kambodscha, Birma und Indien. Mit zahlr. farb. Abb. nach Aquarellen der Verfasserin. Koehler & Amelang, Leipzig 1934.
- Talleyrands Nichte, die Herzogin von Sagan. Mit 7 Tafeln. Deutsche Verlagsanstalt, Stuttgart 1935.
- Wanderungen durch Deutschland. Eindrücke und Bilder aus meiner Skizzenmappe. von Hase & Koehler, Leipzig 1936 ().
- Kaiserin Augusta. Siegismund, Berlin 1940.
- Maria Tudor. Das Lebensbild einer englischen Königin 1516–1558. Siegismund, Berlin 1941.
- Im Ruderboot durch Deutschland. Auf Flüssen und Kanälen in den Jahren 1905 bis 1915. Hrsg., Vorwort Gabriele Habinger. Promedia, Wien 1994, ISBN 3-900478-78-3 (= Reihe Frauenfahrten. Zusammengestellt aus Bunsen 1914 und Bunsen 1936; teilweise leicht gekürzt; Abb.).

Sonstiges
- Beiträge und Rezensionen in Zeitschriften und Zeitungen, u. a. Die Zukunft, Die Neue Rundschau, Deutsche Rundschau, Nord und Süd, Vossische Zeitung